# João Lucas (calciatore 1979)
João Nuno Silva Cardoso Lucas – nome solo come João Lucas – (Caldas da Rainha, 25 ottobre 1979 – Porto, 26 maggio 2015) è stato un calciatore portoghese, di ruolo centrocampista.
È scomparso nel 2015 all'età di soli 35 anni a seguito di un arresto cardio-respiratorio.

## Carriera
Debutta da professionista nella stagione 1999-2000 con l'Académica de Coimbra, con cui rimane per cinque stagioni. Nell'estate del 2004 si trasferisce al Boavista, impegnato nelle competizioni UEFA, con cui rimane per tre stagioni disputando 80 incontri.
Nell'estate del 2007 viene ingaggiato dalla Stella Rossa, con cui gioca parte della stagione 2007-2008 prima di ritirarsi dal calcio giocato, nel marzo 2008, per problemi cardiaci.